# Грицаенко, Виталий Николаевич
Вита́лий Никола́евич Грица́енко (укр. Віталій Миколайович Грицаєнко, позывной — Гоголь; 3 августа 1990, Полтава — 19 марта 2022, Мариуполь) — украинский военнослужащий, капитан, участник российско-украинской войны. Герой Украины (2 апреля 2022, посмертно).

## Биография
Родился 3 августа 1990 года в городе Полтава. Окончил Полтавскую ООШ №20 им. Бориса Сергея (1997-2008). Учился в Харьковском национальном университете внутренних дел по специальности «Право». Жил в Харькове, работал участковым в райотделе.
С 2014 года добровольцем (военное звание — ефрейтор) участвовал в АТО и ООС. Занимал военную должность наводчика огневого расчета минометного взвода в городе Мариуполь. За четыре года службы вырос до старшего лейтенанта, был назначен на должность заместителя командира по боевой и специальной подготовке отдельного отряда специального назначения НГУ «Азов» Национальной гвардии Украины.
В конце февраля - начале марта 2022 года принимал участие в боях на побережье Азовского моря в районе Мариуполя в составе группы военнослужащих ОЗСП НГУ «Азов», совершал рейды в тыл противника. 19 марта 2022 года во время боевого столкновения в Левобережном районе города Мариуполя, получил тяжелые ранения. Осколок мины попал ему прямо в лицо, в результате чего он мгновенно умер.
Прощание азовцев с погибшим состоялось 3 ноября 2022 года на базе «Атек» в Киеве. На следующий день его тело было кремировано на Байковом кладбище. Церемония прощания прошла в воскресенье 6 ноября 2022 года в Полтаве возле Свято-Успенского кафедрального собора. Похоронили Виталия Грицаенко на Аллее Славы городского кладбища Полтавы.

## Награды
- Звание «Герой Украины» с удостоением ордена «Золотая Звезда» (2 апреля 2022, посмертно) — за личное мужество и героизм, проявленные в защите государственного суверенитета и территориальной целостности Украины, верность военной присяге[4].

- Медаль «За военную службу Украине» (11 октября 2017) — за личное мужество и отвагу, проявленные в защите государственных интересов, укрепление обороноспособности и безопасности Украины[5][6].

## Память
- В Полтавском горсовете на стене общеобразовательной школы № 20, где он учился, в апреле 2023 года, была открыта мемориальная доска с таким текстом: «В этом заведении учился Виталий Грицаенко, позывной „Гоголь“ (03.08.1990— 19.02.2022). Герой Украины (посмертно), капитан, заместитель командира ОЗСП „Азов“. Погиб в г. Мариуполь, защищая государственный суверенитет и территориальную целостность Украины, сдерживая военную агрессию РФ»[7].

- 20 августа 2022 года, память погибшего воина была увековечена в ходе фотовыставки в Полтаве, посвящённой погибшим воинам полка «Азов»[8].

- В начале 2023 года, по инициативе Веры Литвиненко, матери погибшего в Мариуполе Владислава Литвиненко (позывной «Вектор»), которая стала инициатором и руководителем проекта по чествованию подвига «Азовцев», руководительницы «Программы по поддержке семей погибших в „Азове“ и чествования и увековечения их подвига» Виктории Грицаенко, супруги погибшего в Мариуполе Героя Украины Виталия Грицаенко (позывной Гоголь), заместителя командира полка «Азов», подвиг Виталия Грицаенко почтили, разместив его портрет на улицах города Полтавы. Выставки с портретом Героя также были открыты в Киеве и Полтаве[9][10].

- В городе Полтава 12 декабря 2023 года на 45-й внеочередной сессии Полтавского городского совета депутаты приняли решение о переименовании проспекта Первомайский на проспект Виталия Грицаенко[11][12].

- На спортивной базе Национального университета «Полтавская политехника имени Юрия Кондратюка» в конце февраля 2024 года прошёл Чемпионат Полтавской области по кикбоксингу WAKO, посвященный памяти погибшего Виталия Грицаенко[13].

- 28 июля на сессии Полтавского областного совета депутаты поддержали название Полтавского лицея с усиленной военно-физической подготовкой в честь защитника Героч Украины Виталия Грицаенко. Лицей создан для выполнения решения пленарного заседания двадцать третьей сессии Полтавского областного совета восьмого созыва от 30 мая 2023 года № 635 «О создании Полтавского лицея с усиленной военно-физической подготовкой Полтавского областного совета»[14].